# Jęzornicznik
Jęzornicznik (Lichonycteris) – rodzaj ssaków z podrodziny jęzorników (Glossophaginae) w obrębie rodziny liścionosowatych (Phyllostomidae).

## Rozmieszczenie geograficzne
Rodzaj obejmuje gatunki występujące w Ameryce.

## Morfologia
Długość ciała (bez ogona) 46–55 mm, długość ogona 6–10 mm, długość ucha 9–13 mm, długość tylnej stopy 8–12 mm, długość przedramienia 31–35 mm; masa ciała 6–10g.

## Systematyka
Rodzaj zdefiniował w 1895 roku angielski zoolog Oldfield Thomas w artykule zatytułowanym O małych ssakach z Nikaragui i Bogoty, opublikowanym w czasopiśmie „The Annals and magazine of natural history”. Gatunkiem typowym jest (oryginalne oznaczenie) jęzornicznik ciemny (L. obscura).

### Etymologia
Lichonycteris: gr. λειχω leikhō ‘lizać’; νυκτερις nukteris, νυκτεριδος nukteridos ‘nietoperz’.

### Podział systematyczny
Do rodzaju należą następujące gatunki:
| Grafika | Gatunek               | Autor i rok opisu | Nazwa zwyczajowa    | Podgatunki         | Rozmieszczenie geograficzne | Podstawowe wymiary                                       | Status IUCN |
| ------- | --------------------- | ----------------- | ------------------- | ------------------ | --- | -------------------------------------------------------- | ----------- |
|         | Lichonycteris degener | G.S. Miller, 1931 |                     | gatunek monotypowy | wschodnia Kolumbia, północna Wenezuela, Gujana, Gujana Francuska, północna i wschodnia Brazylia, wschodni Ekwador, wschodnie Peru i środkowa Boliwia; być może Surinam; zakres wysokości: do 600 m n.p.m. | DC: 4,6–5,5 cm DO: 0,6–1 cm DP: 3,3–3,5 cm MC: 6–10 g    | LC          |
|         | Lichonycteris obscura | O. Thomas, 1895   | jęzornicznik ciemny | gatunek monotypowy | od południowego Meksyku (Tabasco i Chiapas) do zachodnich Andów w Kolumbii i Ekwadorze; zakres wysokości: do 1000 m n.p.m.                                                                                | DC: 4,6–6,5 cm DO: 0,6–0,9 cm DP: 3,1–3,5 cm MC: 6–8,8 g | LC          |

Kategorie IUCN:  LC  – gatunek najmniejszej troski.